# Klasyfikacja praktyczna instrumentów muzycznych
Klasyfikacja praktyczna, zwyczajowa instrumentów muzycznych – systematyka instrumentów muzycznych stosowana równolegle z klasyfikacją naukową, grupująca instrumenty według sposobu wzbudzania drgań, cech konstrukcyjnych, właściwości muzycznych i możliwości wykonawczych.
Jest powszechnie przyjętą i stosowaną metodą kategoryzowania instrumentów muzycznych. W przeciwieństwie do klasyfikacji opracowanej przez Curta Sachsa i Ericha Moritza von Hornbostela nie opiera się na jednolitych kryteriach, przez co nie jest uznawana za naukową; nazywana jest systematyką zwyczajową lub praktyczną. W pewnych zakresach pokrywa się z systematyką Hornbostela-Sachsa (wszystkie instrumenty strunowe są chordofonami i vice versa), w innych pokrywa się częściowo (wszystkie instrumenty dęte są aerofonami, ale nie wszystkie aerofony są instrumentami dętymi), w jeszcze innych grupuje elementy kilku kategorii naukowych (np. instrumenty perkusyjne to membranofony i idiofony).